# امواج (فیلم)
امواج (انگلیسی: Here Come the Waves) یک فیلم در ژانر کمدی و موزیکال به کارگردانی مارک سندریچ است که در سال ۱۹۴۴ منتشر شد. از بازیگران آن می‌توان به بینگ کرازبی، بتی هاتن، سانی تافتس، و آن دران اشاره کرد.